# اوچالی
شهر اوچالی (به روسی: Учалы) در کشور روسیه و در جمهوری باشقیرستان واقع شده‌است.